# Vilslern
Vilslern ist eine Gemarkung und war bis 1978 eine Gemeinde im Landkreis Landshut.
Die Gemarkung hat je einen Gemarkungsteil in den Gemeinden Velden und Neufraunhofen. Auf dem Gemarkungsteil 0 liegen die Neufraunhofner Gemeindeteile Aign, Angersöd, Breitenwies, Brunn, Dombach, Haberthal, Hinterskirchen, Hohenwart, Hungerham, Kleeberg, Kronberg, Niederbayerbach, Ried, Schirkhof, Schrankbaum, Straß und Streitberg, auf dem Gemarkungsteil 1 liegen die Veldener Gemeindeteile Aichelsberg, Bach, Burghab, Giglberg, Hofbruck, Holzen, Holzhäuseln, Hub, Marsberg, Mölling, Obervilslern, Ofen, Pfenningsöd, Sattelstatt, Schapfthal, Stockham, Untervilslern, Vilssöhl.

## Geschichte
Vilslern gehörte zu den „Urpfarreien“ im Vilstal. Nach einer Schenkungsurkunde des Bischofs Atto von Freising (783 – 811) dürfte in „Hlera“ bereits eine Ansiedlung bestanden haben. Eine erste Kirche wird um das Jahr 981 erwähnt. Der Ort Vilslern teilt sich in Obervilslern (am Lerner Bach) und Untervilslern, die über die Dorfstraße und den Kirchenweg miteinander verbunden sind. 
Pfarrsitz ist Untervilslern. Die heutige katholische Pfarrkirche St. Ulrich ist eine spätromanische Chorturmanlage des 13. Jahrhunderts, 1754 barock erweitert. Der Pfarrhof befindet sich in Obervilslern.
Vilslern war seit dem bayerischen Gemeindeedikt von 1818 eine Gemeinde im Bezirksamt Vilsbiburg, dem späteren Landkreis Vilsbiburg. Bei dessen Auflösung 1972 kam die Gemeinde zum Landkreis Landshut. Am 1. Mai 1978 wurde der größere Teil der Gemeinde Vilslern (Aichelsberg, Bach, Burghab, Giglberg, Hofbruck, Holzen, Holzhäuseln, Hub, Marsberg, Mölling, Obervilslern, Ofen, Pfenningsöd, Sattelstatt, Schapfthal, Stockham, Untervilslern, Vilssöhl) nach Velden eingemeindet. Aign, Angersöd, Breitenwies, Brunn, Dombach, Haberthal, Hinterskirchen, Hohenwart, Hungerham, Kleeberg, Kronberg, Niederbayerbach, Ried, Schirkhof, Schrankbaum, Straß und Streitberg kamen zu Neufraunhofen. Der Gemeindeteil Zeil wurde vor der Eingemeindung aufgehoben und Hohenwart zugeschlagen. Historisch gab es noch die Ortschaften Burgloh, Lexmühle und Marsbergerhäusl.

## Organisationen
Pfarrei, Freiwillige Feuerwehr und Sportverein (TSV Vilslern) sind nach der ehemaligen Gemeinde benannt.